# Melozone kieneri
El rascadorcito coronirrufo o toquí nuquirrufo (Melozone kieneri) es una especie de ave Passeriformes de la familia Passerellidae que habita en el occidente y sur de México.
Mide aproximadamente 14 cm de longitud. No hay dimorfismo sexual. Tiene como característica distintiva una especie de gorra rojiza que le cubre la parte posterior de la corona y de la nuca, así como los lados del cuello. La corona y las mejillas son oliváceas, la frente y la garganta son blancas. El resto del cuerpo es oliváceo en el dorso y blanco en las partes ventrales, con una pequeña mancha negra en el pecho y los flancos del vientre sucios, entre oliváceos y blanquecinos.
Es una ave principalmente terrestre. Prefiere habitar en áreas abundantes en arbustos. Suele buscar su alimento en el suelo y entre la hojarasca. Habita en zonas semidesérticas y desérticas desde el sur de Sonora hasta Oaxaca, en los linderos de la Sierra Madre Occidental, la Sierra Madre del Sur y hasta el Escudo Mixteco, en Oaxaca y Puebla. Habita desde cerca del nivel del mar hasta montañas de altitudes cercanas a los 2 000 m snm.